# Quinto Fabio Massimo Rulliano
Quinto Fabio Massimo Rulliano o Rullo (in latino Quintus Fabius Maximus Rullianus o Rullus; IV secolo a.C. – III secolo a.C.) è stato un generale romano, figlio di Marco Fabio Ambusto della gens patrizia dei Fabii di Roma. Fu cinque volte console e un eroe delle guerre sannitiche.

## Biografia
Suo figlio fu Quinto Fabio Massimo Gurgite e un suo discendente Quinto Fabio Massimo Verrucoso Cunctator ("il Temporeggiatore"), ai tempi della seconda guerra punica.
La sua prima apparizione nei documenti che ci sono arrivati è come magister equitum (comandante della cavalleria e in pratica vice del dictator) il 324 a.C., quando ottenne una chiara vittoria contro i Sanniti a Imbrinium. Tuttavia aveva agito contro l'autorità del dittatore Lucio Papirio Cursore, che, partendo per Roma, gli aveva ordinato di non attaccare il nemico in sua assenza.
Consapevole di aver disobbedito agli ordini del dittatore, e temendone la punizione, cosa che si verificò, quando il dittatore, tornato al campo militare, lo accusò per il suo comportamento, Fabio chiese la protezione dell'esercito
Intuendo di non poter più ricorrere alla protezione dei soldati, Fabio fuggì dall'accampamento, rifugiandosi a Roma, per ottenere protezione dal Senato. Ancor più adirato per il comportamento del Magister, il dittatore tornò anch'esso a Roma, determinato ad ottenerne la punizione. Lucio Papirio chiese al Senato di punire Fabio per disobbedienza agli ordini, e ripeté la richiesta anche davanti all'assemblea popolare, invocata dal padre di Fabio con la procedura della provocatio, si levò in piedi, quasi solo, contro il Senato, i tribuni ed il popolo, che sostenevano invece Fabio a causa della sua vittoria. Non poco effetto ebbe anche l'appassionata perorazione, in favore del figlio, di Marco Fabio Ambusto (che era stato tre volte console e dittatore), ma il gravissimo dilemma che permaneva era costituito dalla pericolosa indulgenza nei confronti dell'affievolirsi del principio dell'autorità assoluta di cui era stato investito, in quanto dictator, Lucio Papirio: fondamento ineliminabile dell'efficienza militare dell'esercito repubblicano romano. Infine Fabio si gettò ai piedi del dittatore e ne chiese il perdono, appoggiato dai tribuni, dal Senato e dal popolo. Papirio accordò la grazia non a cuor leggero, malgrado esistesse il severo precedente di Manlio e di Lucio Bruto che avevano giustiziato i propri figli per salvaguardare il pubblico interesse, ammonendo che, in mancanza di un'adeguata punizione del reo d'un crimine di tale gravissima entità, le generazioni future ne avrebbero chiesto duro conto alla mollezza dei tribuni della plebe.
(Livio, Ab urbe condita libri, VIII, 35)
Fabio Massimo divenne console, per la prima volta, nel 322 a.C., con Lucio Fulvio Curvo. Durante il consolato fu nominato dittatore Aulo Cornelio Cosso Arvina, per condurre la campagna contro i Sanniti.
Nominato come dittatore nel 315 a.C., assedia con successo Saticula, dove però rimane ucciso il suo magister equitum Quinto Aulio Cerretano, e poi sconfigge i Sanniti, nella battaglia di Lautulae, mentre dirigeva l'esercito ad assediare Sora

Fabio Massimo divenne console, per la seconda volta, nel 310 a.C., con Gaio Marcio Rutilo Censorino. A Fabio toccò la campagna militare contro gli Etruschi, mentre a Gaio Marcio quella contro i Sanniti.
Mentre portava soccorso a Sutri, assediata dagli Etruschi, mentre si trovava sulle pendici dei monti Cimini, si imbatté in un esercito etrusco, schierato in ordine di battaglia, che i romani riuscirono a sconfiggere, grazie alla favorevole posizione, che raggiunsero prima di dar battaglia.
(Tito Livio, Ab urbe condita libri, IX, 35.)
Gli Etruschi si erano rifugiati nella Selva Cimina, dove i romani erano restii a seguirli. Per questo, prima di inoltrarsi in territorio nemico, i romani cercarono, ed ottenenero l'alleanza con gli Umbri Camerti. Solo allora, partendo dalle cime dei Cimini, i romani si risolsero ad entrare nella Selva, dove fecero strage di Etruschi, e razziarono un ingente bottino.
A questo punto i popoli etruschi, ed anche qualche città umbra, si decisero a radunare un nuovo esercito, che condussero alle porte di Sutri, dove posero il campo anche i romani. I due eserciti arrivarono a fronteggiarsi sul campo di battaglia, senza che nessuno prendesse l'iniziativa, o tornasse negli accampamenti, al calare delle tenebre. Ma Fabio, la mattina seguente, fece preparare silenziosamente il proprio esercito, che diede l'attacco al campo nemico, con le prime luci dell'alba, facendone strage.
(Tito Livio, Ab urbe condita libri, IX, 37.)
In seguito alla battaglia, dalle maggiori città Etrusche, vennero richieste di pace, a seguito dell quali, Roma accordò una tregua trentennale. Intanto, la sconfitta in una battaglia campale contro i Sanniti, nella quale era rimasto ferito lo stesso collega Gaio Marcio, spinse il Senato a volere la nomina a dittatore di Lucio Papirio Cursore, nemico giurato di Quinto Fabio. Per questo inviarono a Fabio una loro delegazione.
(Tito Livio, Ab urbe condita libri, IX, 38.)
In quell'anno, in cui i romani ebbero la meglio sugli Etruschi nella battaglia del lago Vadimone e sui Sanniti nei pressi di Longula, Quinto Fabio sconfigge i resti degli eserciti etruschi nella battaglia di Perugia, ottenendo per questo il trionfo, e la rielezione a console l'anno successivo.
Fabio Massimo divenne console, per la terza volta, nel 308 a.C., con Publio Decio Mure. A Fabio toccò la campagna militare contro i Sanniti, mentre a Decio quella contro gli Etruschi. Dopo aver costretto alla resa Nuceria Alfaterna, sconfisse i Sanniti in una battaglia campale. L'avanzata degli Umbri verso Roma, mentre l'altro console era impegnato contro gli Etruschi, costrinse Fabio ad abbandonare il Sannio, per dirigersi a Mevania, dove arrivò facendo marciare il proprio esercito a tappe forzate. Al suo arrivo improvviso, un'unica tra le popolazioni degli Umbri, la Materina, accettò lo scontro con i romani, subendo una dura sconfitta, al seguito della quale, tutte le popolazioni Umbre si arresero. Per questa sua vittoria, a Fabio, l'anno successivo, sotto il consolato di Appio Claudio Cieco e Lucio Volumnio Flamma Violente,fu prolungato il comando dell'esercito romano nel Sannio Con il comando proconsolare Fabio, nel 307 a.C., affrontò i Sanniti ad Alife, sconfiggendoli in battaglia e costringendoli alla resa la città.
(Tito Livio, Ab urbe condita libri, IX, 42.)
Nel 304 a.C. esercitò la carica di censore,  quando riportò i nullatenenti nelle 4 tribù cittadine, dopo che otto anni prima Appio Claudio Cieco li aveva ridistribuiti tra tutte le tribù, urbane e rurali, allora esistenti. Livio riporta che fu per questa decisione che riportò la concordia in città, e non per i tanti successi militari conseguiti, che a Quinto Fabio fu dato il nome di Massimo.
Fabio Massimo divenne console, per la quarta volta, nel 297 a.C., con Publio Decio Mure, nonostante avesse inizialmente resistito alle proposte che giungevano da più parti.
(Tito Livio, Ab urbe condita libri, X, 13.)
Fabio e Decio condussero i loro eserciti nel Sannio, seguendo due direttrici diverse; Fabio passò attraverso il territorio di Sora, Decio attraverso quello dei Sidicini. Fabio giunse allo scontro con i Sanniti nei pressi di Tifernum (oggi Città di Castello). Lo scontro fu incerto e durissimo fino alla fine, quando inviata parte del suo esercito sulle cime delle colline dietro il nemico, entrambi i contendenti in campo, interpretò il fatto, come l'arrivo dei soldati di Decio.
(Tito Livio, Ab urbe condita libri, X, 14.)
Dopo questa battaglia, i due eserciti romani saccheggiarono il Sannio, senza incontrare restitenza, e l'esercito condotto da Fabio conquistò anche la città di Cimetra.
Nel 296 a.C., con i poteri proconsalari, mentre i due consoli Lucio Volumnio Flamma Violente ed Appio Claudio Cieco affrontavano un esercito riunito di Sanniti ed Etruschi, Quinto Fabio prima sedò una sollevazione in Lucania, poi con il Mure intercettò un esercito sannita, che aveva fatto razzie nel territorio dei Viscini, sconfiggendolo in campo aperto.
Fabio Massimo divenne console, per la quinta volta, nel 295 a.C., con Publio Decio Mure, ma nonostante i due, nelle precedenti occasioni avessero agito concordemente, in quest'occasione vennero in contrasto su chi dovesse condurre le operazioni in Etruria. Alla fine il comando venne affidato a Fabio, dopo aver consultato il Senato e il Popolo romano.
(Tito Livio, Ab urbe condita libri, X, 24.)
Mentre inizialmente Mure fu di stanza nel Sannio, gli eventi in Etruria imposero che entrambi gli eserciti romani fossero uniti per affrontare il nemico. Quando gli eserciti si scontrarono presso Sentino, Publio Decio Mure comandava l'ala sinistra dell'esercito romano. Affrontate dai Galli, le sue truppe iniziarono a ritirarsi sotto i loro attacchi. Visto lo scompiglio creatosi nella battaglia e temendo l'accerchiamento da parte dei Sanniti, il console recitò il complesso rituale della devotio e si scagliò nel più folto della mischia, per esservi ucciso. La battaglia, terminò con la vittoria dei Romani e dei loro alleati Piceni.

## Critica storica
La fonte principale per la sua biografia è lo storico Tito Livio, che a sua volta aveva rielaborato gli annali di Fabio Pittore: molti particolari del racconto liviano sono tuttavia sospetti in quanto piuttosto somiglianti ad episodi della vita del più celebre Fabio Massimo il Temporeggiatore.
Tito Livio riporta come la vittoriosa battaglia del 322 a.C. contro i Sanniti, secondo alcuni autori, fu condotta da Fabio Massimo, e non da Aulo Cornelio Cosso Arvina, eletto dittatore in funzione dei giochi romani, conclusi i quali, si dimise.